# Wiepersdorf (Niederer Fläming)
Wiepersdorf is een dorp in de Duitse deelstaat Brandenburg, ten zuidwesten van de hoofdstad Berlijn. Het was tot en met 1997 een zelfstandige gemeente. Op 31 december 1997 is het een Ortsteil van de gemeente Niederer Fläming geworden.

## Infrastructuur, economie
Wiepersdorf ligt 7 kilometer ten zuidoosten van Werbig, waar de Bundesstraße 102 doorheen loopt. In Werbig is ook de dichtstbijzijnde bushalte, zodat kan worden gesteld, dat Wiepersdorf per openbaar vervoer niet bereikbaar is. Het dorp, dat ten noordoosten van een groot bos ligt, wordt door het als cultuurmonument bezienswaardige Schloss Wiepersdorf gedomineerd, maar is maar weinig toeristisch ontwikkeld.
De gemeente Niederer Fläming heeft geen eigen bestuur, maar behoort met drie andere tot het Amt Dahme/Mark, waarvan het bestuur te Dahme zetelt. In Lichterfelde staat voor de gehele gemeente een dependance van deze Amtsverwaltung.

## Geschiedenis
Het dorp Wiepersdorf werd in 1472 voor het eerst expliciet in een document vermeld, maar bestond toen al langer.
Van 1462 tot 1815 behoorde Wiepersdorf, met nog enige andere dorpjes daaromheen, tot een Brandenburgse exclave, het „Ländchen Bärwalde“, dat geheel door Saksen was omringd. Wiepersdorf is in de Dertigjarige Oorlog (1618-1648) verwoest, en daarna enige decennia onbewoond geweest. Dat blijkt ook uit de geschiedenis van de dorpskerk, die in 1661 is herbouwd op de ruïnes van een middeleeuws kerkje op deze locatie.

## Kasteel Wiepersdorf[2]
Het in 1738 op de locatie van een ouder kasteel, in barokstijl gebouwde Kasteel Wiepersdorf, is de woonplaats geweest van Achim von Arnim en zijn echtgenote Bettina. Achim von Arnim is hier ook overleden, en zijn vrouw werd na haar overlijden in Berlijn in 1859 naast haar man begraven. Daarna was het kasteel, waar tot na de Tweede Wereldoorlog nazaten van dit schrijversechtpaar woonden, in gebruik als toevluchtsoord voor schrijvers, dichters en incidenteel ook beeldende kunstenaars. Onder hen waren velen, die in Duitsland, of in hun vaderland elders, bedreigd werden door vervolging en hun kunstenaarschap niet vrij konden uitoefenen. Nog in de 21e eeuw vond de schrijfster en journaliste Svetlana Aleksijevitsj uit Wit-Rusland, in 2015 winnares van de Nobelprijs voor de Literatuur, in kasteel Wiepersdorf tijdelijk onderdak. In de DDR-tijd vonden vooral kunstenaars met communistische sympathieën, onder wie Anna Seghers, Arnold Zweig, Eva-Maria Hagen (de moeder van Nina Hagen) en de zanger Ernst Busch hier enige weken onderdak om te werken. Na de laatste restauratie is het kasteel in juli 2019 ondergebracht in de charitatieve Kulturstiftung Schloss Wiepersdorf. Deze stichting onderhoudt het kasteel en de culturele erfenis van de Von Arnims, en subsidieert het verblijf van allerlei kunstenaars op het kasteel, alsmede veel uiteenlopende culturele activiteiten; zie onderstaande weblink.
In het kasteel is een onder andere aan de Von Arnims gewijd literatuurmuseum gevestigd. In de eveneens voor publiek opengestelde kasteeltuinen staan zes oude, stenen karikatuur-standbeeldjes, geïnspireerd door de 17e-eeuwse beeldhouwer Jacques Callot.
Bij de dorpskerk is een gedeelte van de begraafplaats afgepaald voor leden van de familie Von Arnim. Hier liggen ook Achim en Bettina von Arnim begraven.

## Varia
Door Wiepersdorf loopt een wandel- en fietsroute, alsmede een gedeelte van een stelsel van 200 km aan routes voor recreatieve beoefenaren van de sport skaten.

## Afbeeldingen

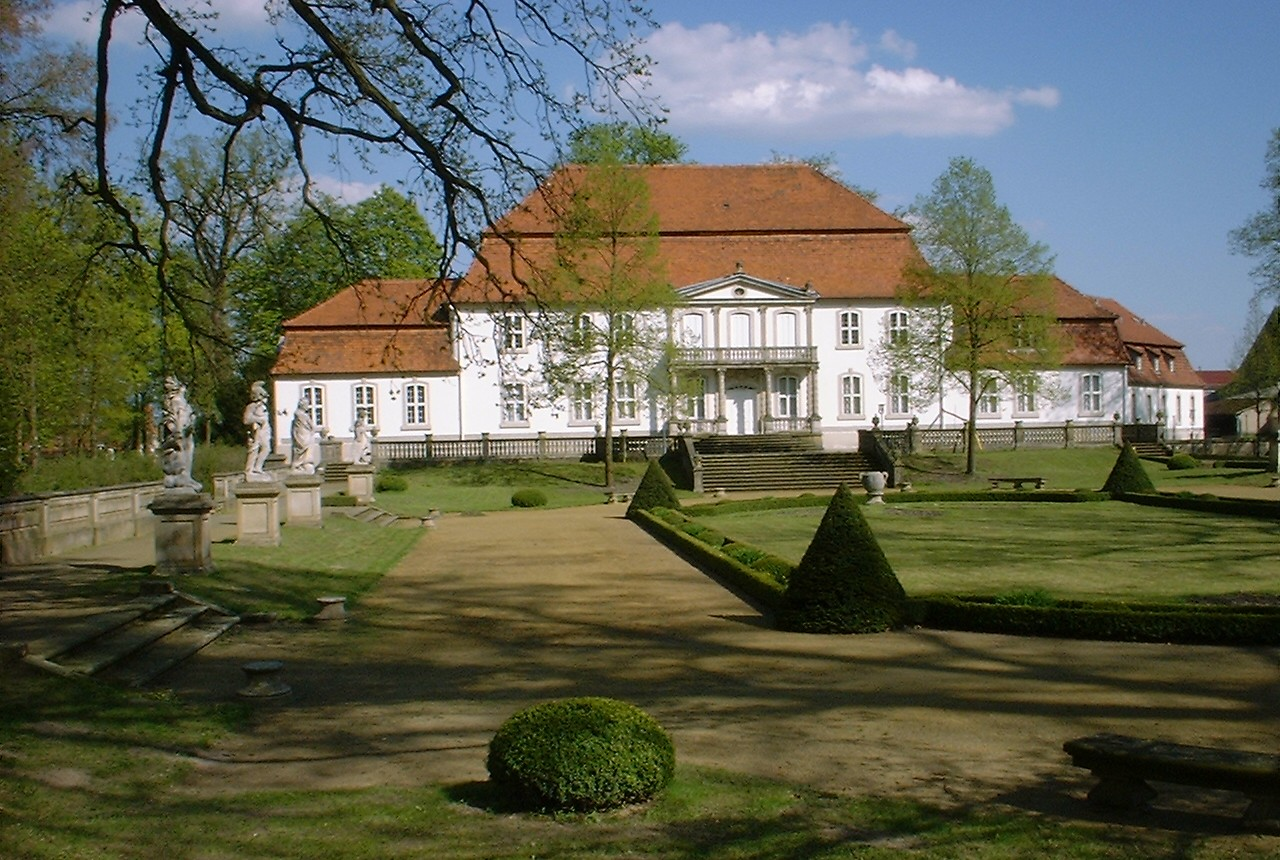
Kasteel Wiepersdorf
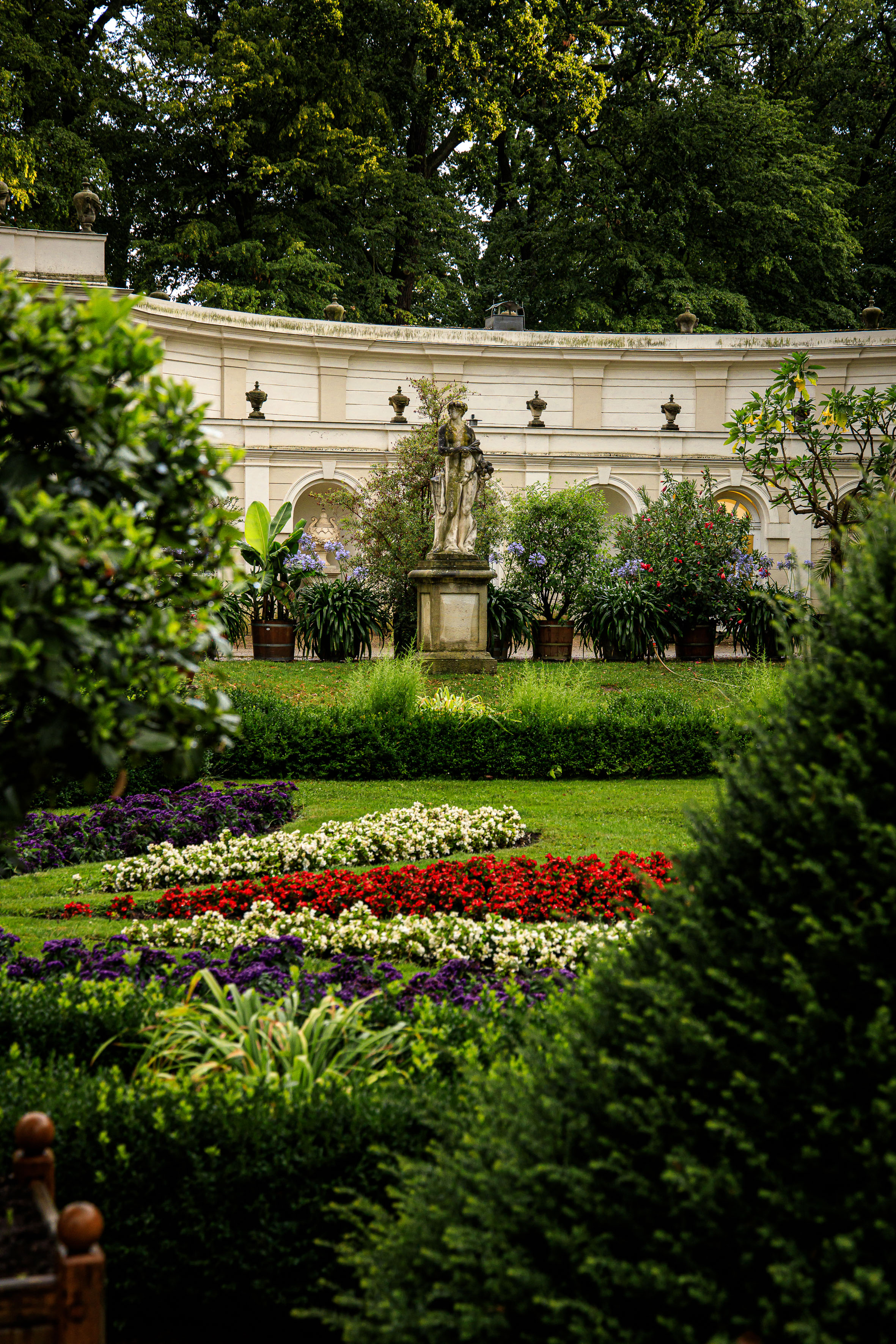
Oranjerie en park bij dit kasteel
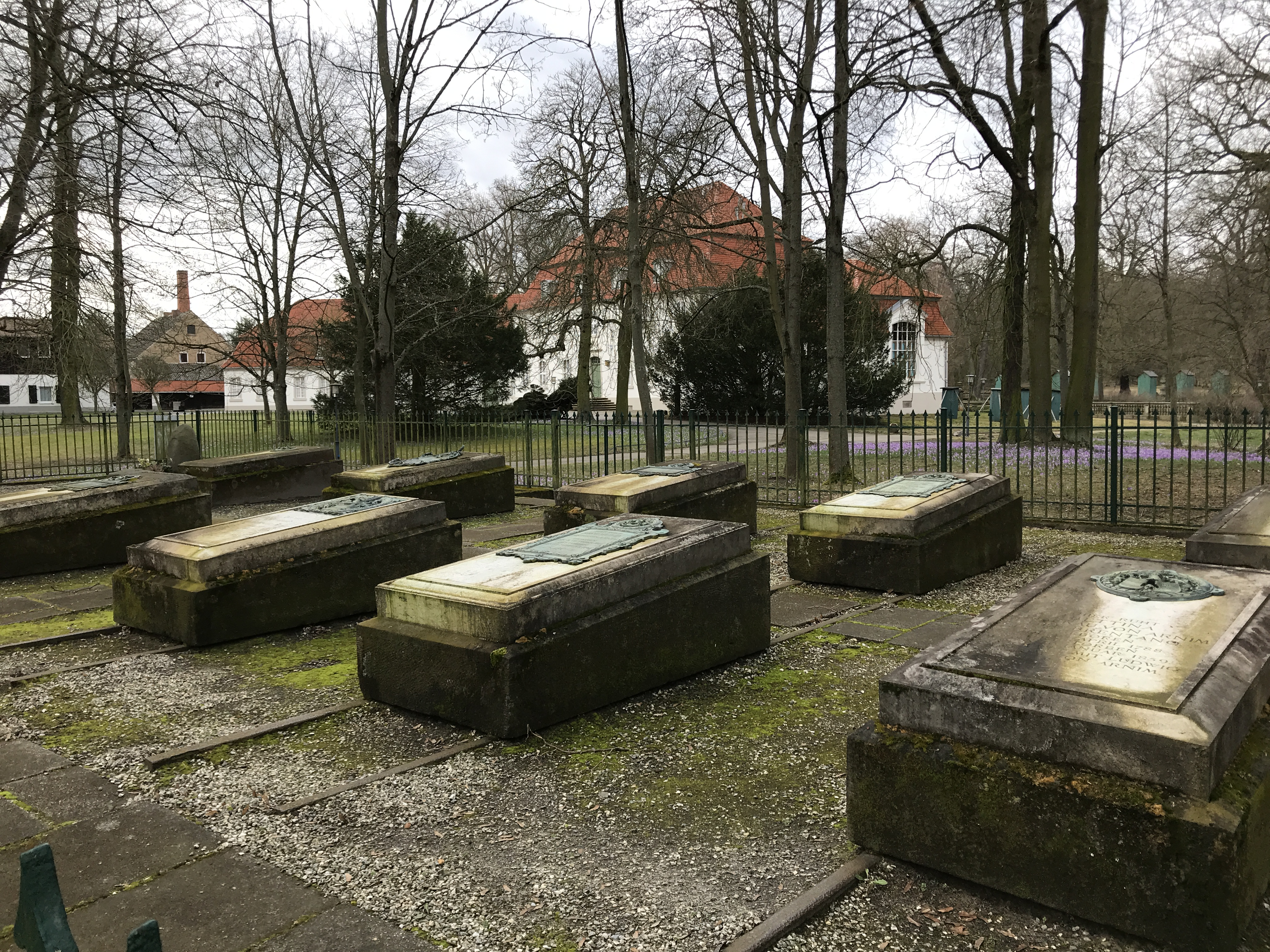
Familiebegraafplaats van het geslacht Von Arnim
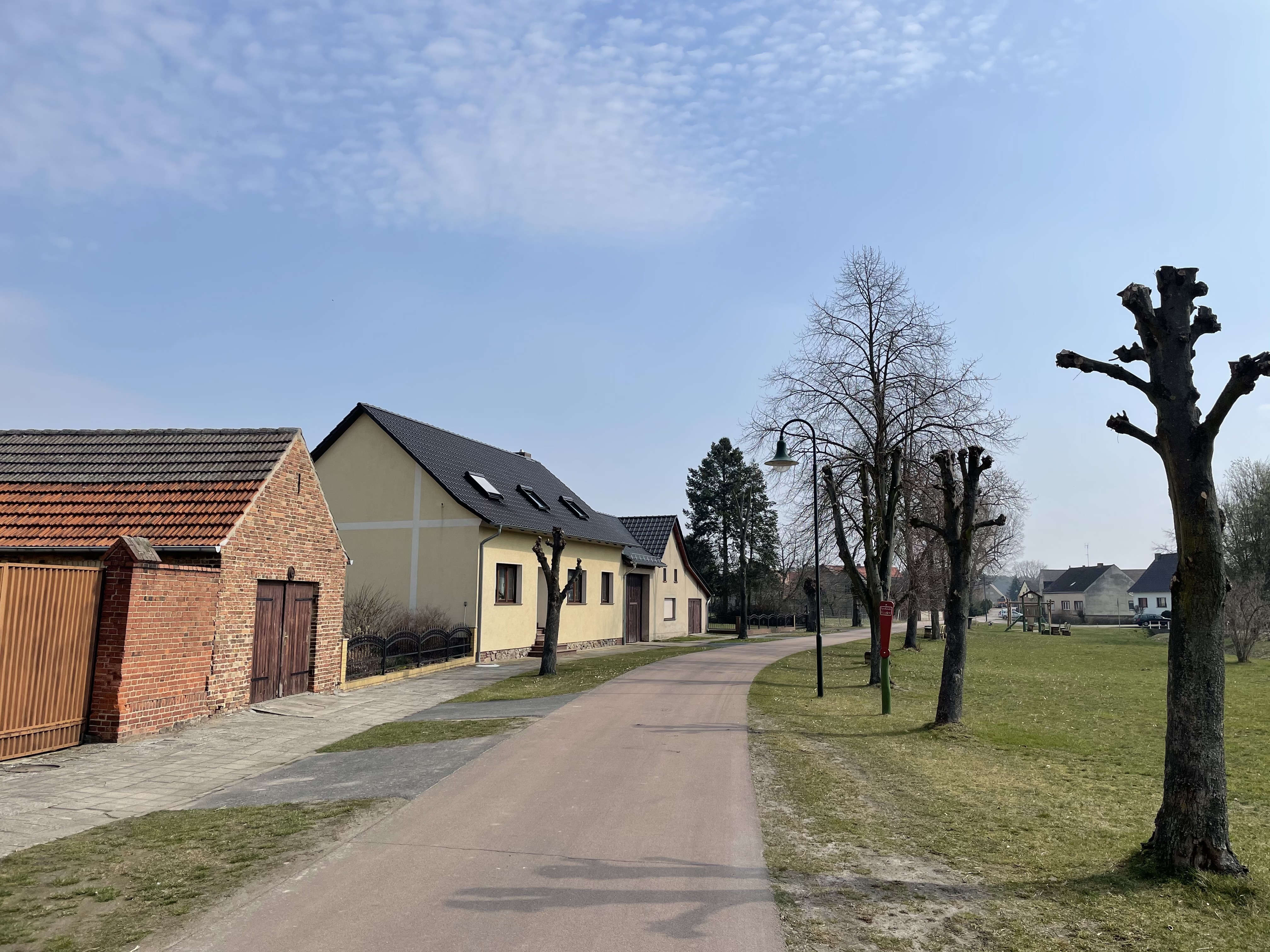
Dorpsgezicht
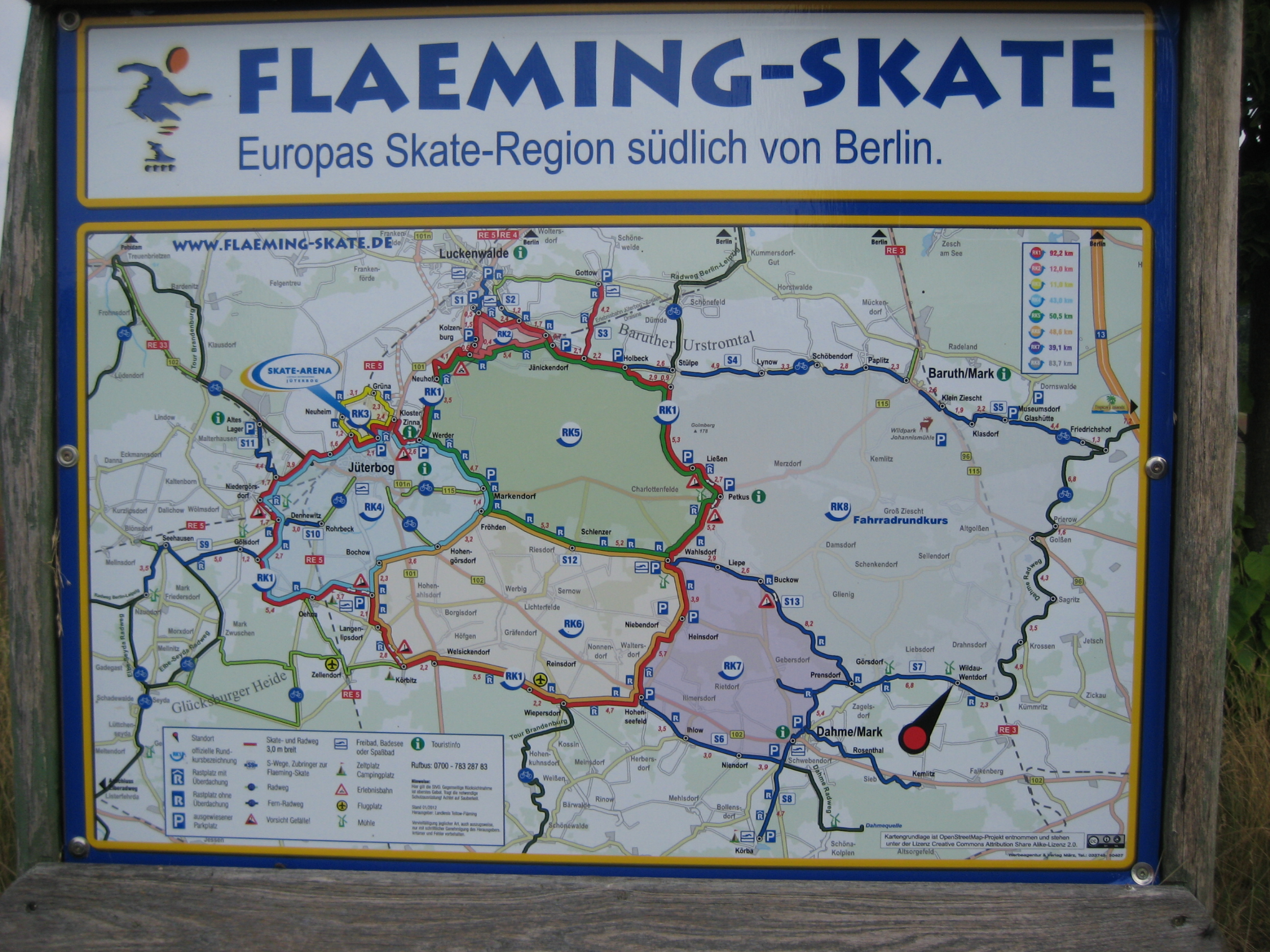
Wegwijzer Fläming-Skate-Route